# Ibibio
Ibibio är en folkgrupp i sydöstra Nigeria, i språk och kultur nära besläktad med efik. Antalet ibibio uppgår till drygt sex miljoner (2005). Språket tillhör kwaspråken i Niger-Kongofamiljen.
Jordbruk, med tonvikt på jamsodling, är den viktigaste näringen, men handel med palmoljeprodukter är också utbredd. Andra traditionella yrken är krukmakeri, träsnideri och vävning. Många ibibio bor och arbetar nu i kommersiella och administrativa centra som Uyo, Ikot Ekpene och Itu.
I äldre tider var inte ibibiofolket samlat under någon central auktoritet. Den sociala organisationen baserades på familjegrupper och byar ledda av äldre män, som tog beslut i offentliga angelägenheter. I varje by fanns medlemmar av det hemliga sällskapet Ekpe eller Ekpo. Dessa hade ansvaret att skydda samhället, bland annat genom ritualer vid viktiga tillfällen som vid plantering och skörd. Maskklädda Ekpe-dansare representerade förfäderna; sådana masker hålls nu som områdets mest enastående konstverk. I Cross River-området kan man tala om en enhetlig konstnärlig stil, som har brett ut sig genom Ekpe-sällskapet och handelsverksamheten.